# Малоформатная фотография
Малоформа́тная фотогра́фия — фотография, основанная на использовании кадра размером 24×36 мм на 35-мм фотоплёнке с двухсторонней перфорацией, или на такой же киноплёнке. Малоформатными также считались фотоаппараты Instamatic с размером кадра 28×28 мм на 35-мм плёнке с односторонней перфорацией, в настоящее время вышедшей из употребления. Небольшой по сравнению со средним и крупным форматами размер кадра определяет компактность малоформатной аппаратуры, пригодной для съёмки с рук и достаточно лёгкой для постоянного ношения. Запас фотоматериала для длительной съёмки весит значительно меньше, чем для фотоаппаратов среднего и крупного форматов.
Малоформатный негатив рассчитан только на фотопечать с увеличением, поскольку при контактной печати даёт миниатюрные отпечатки, малопригодные для рассматривания невооружённым глазом. Большие увеличения с такого негатива не приводят к заметной потере резкости, давая на мелкозернистых плёнках изображение профессионального качества. Поэтому малоформатные фотоаппараты до сегодняшнего дня являются самым массовым и развитым классом плёночной аппаратуры, доминировавшим в новостной фотожурналистике и любительской фотографии до появления цифровых технологий.

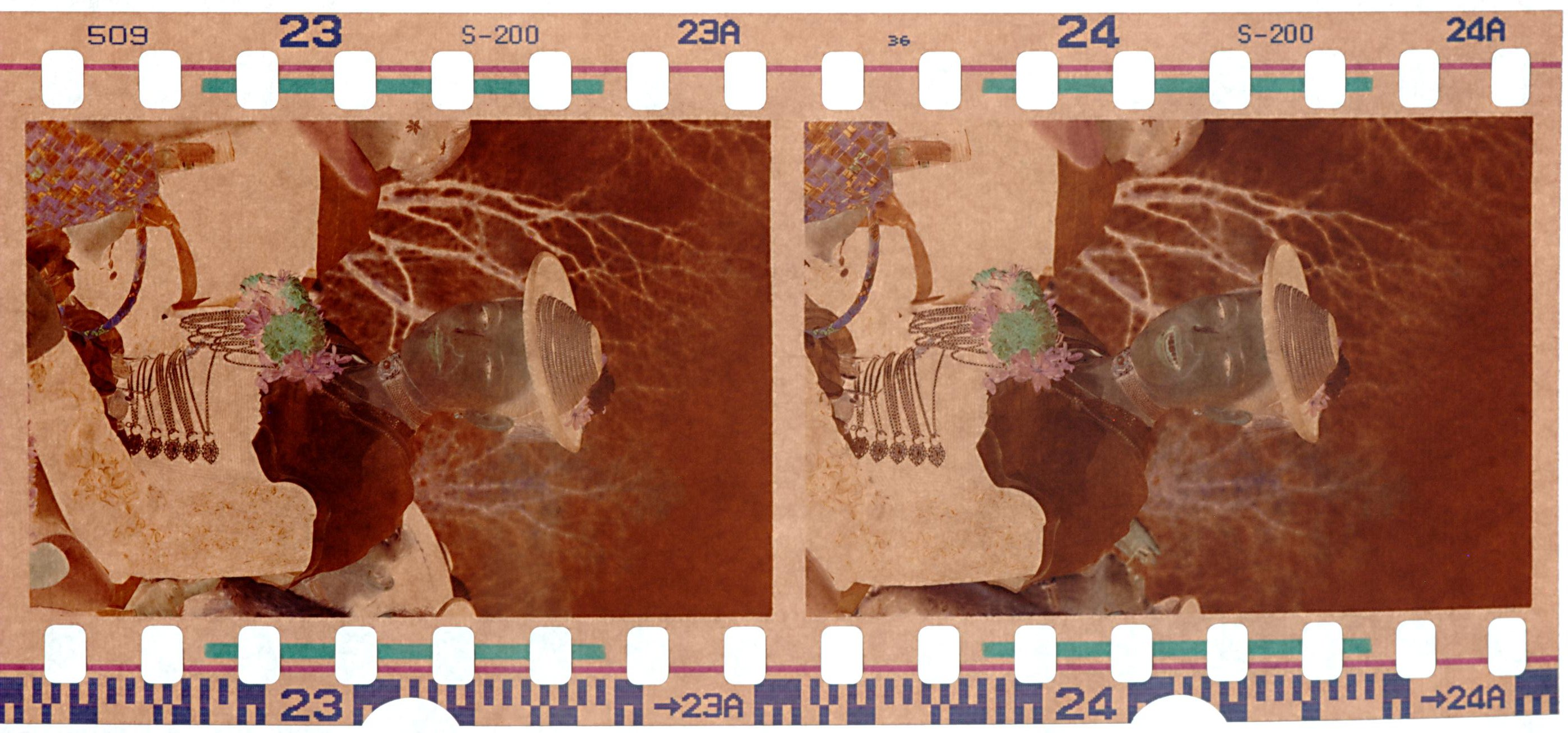
Расположение малоформатных кадров на цветной негативной фотоплёнке тип-135

## Историческая справка
В конце XIX века малым форматом считался размер фотопластинок 13×18 сантиметров, а кадр 9×12 см называли «миниатюрным». До середины XX века малым считался современный средний формат.
Основой нынешнего малого формата стала перфорированная 35-мм киноплёнка, позволившая получать высококачественное мелкозернистое изображение благодаря бурному развитию технологий кинематографа в первой четверти XX века. Стандартным для киноплёнки считался «немой» кадр 18×24 мм, а с 1932 года — классический 16×22 мм при шаге кадра 19 мм, что соответствует 4 перфорациям. Первый малоформатный фотоаппарат, рассчитанный на кадр 24×36 мм на стандартной 35-мм киноплёнке, был создан американцем Джорджем Смитом (англ. George P. Smith) в 1912 году. Через два года в США начался серийный выпуск фотоаппарата «Симплекс» (англ. Simplex Multiexposure), позволявшего вести съёмку в двух форматах: на «немой» кинокадр или «удвоенный» 24×36 мм с шагом в 8 перфораций. 
Однако ни одна из этих разработок не оказала заметного влияния на фотоаппаратостроение, поскольку их конструкция мало отличалась от 35-мм кинокамер и была слишком громоздкой. Более значимой оказалась компактная камера Ur Leica, созданная в 1913 году конструктором Leitz Оскаром Барнаком для пробных съёмок при контроле светочувствительности разных партий киноплёнки в кинематографе. Первый действующий образец был создан в 1914 году, но из-за войны серийное производство камеры Leica I, пригодной непосредственно для фотографии, началось только с 1925 года. В конечном счёте размер кадра 24×36 мм получил распространение благодаря популярности «Лейки»: со сложенным объективом она по габаритам лишь незначительно превосходила современный смартфон, легко убираясь в карман. Компактные и удобные в управлении фотоаппараты оказали такое влияние на технику съёмки, что поступали предложения принять название «Лейкография», но термин не прижился. 
В фотографии такой кадр стали называть малоформатным, а «немой» кинокадр 18×24 мм — полуформатным. По размеру кадра и габаритам аппаратуры малый формат почти не отличается от формата тип-127. Однако, важнейшим преимуществом, предопределившим успех малоформатных фотоаппаратов, была возросшая оперативность съёмки, благодаря наличию перфорации. Она позволила надёжно автоматизировать перемещение на шаг кадра, избавив фотографа от чтения цифр на бумажном ракорде «рольфильма». Кроме того, свою роль сыграла широчайшая доступность 35-мм киноплёнки, использовавшейся в качестве универсального стандарта как в документальном, так и в художественном кинематографе всех стран. Для первых малоформатных фотоаппаратов фотоплёнка не выпускалась: их заряжали киноплёнкой, отрезанной от большого рулона.

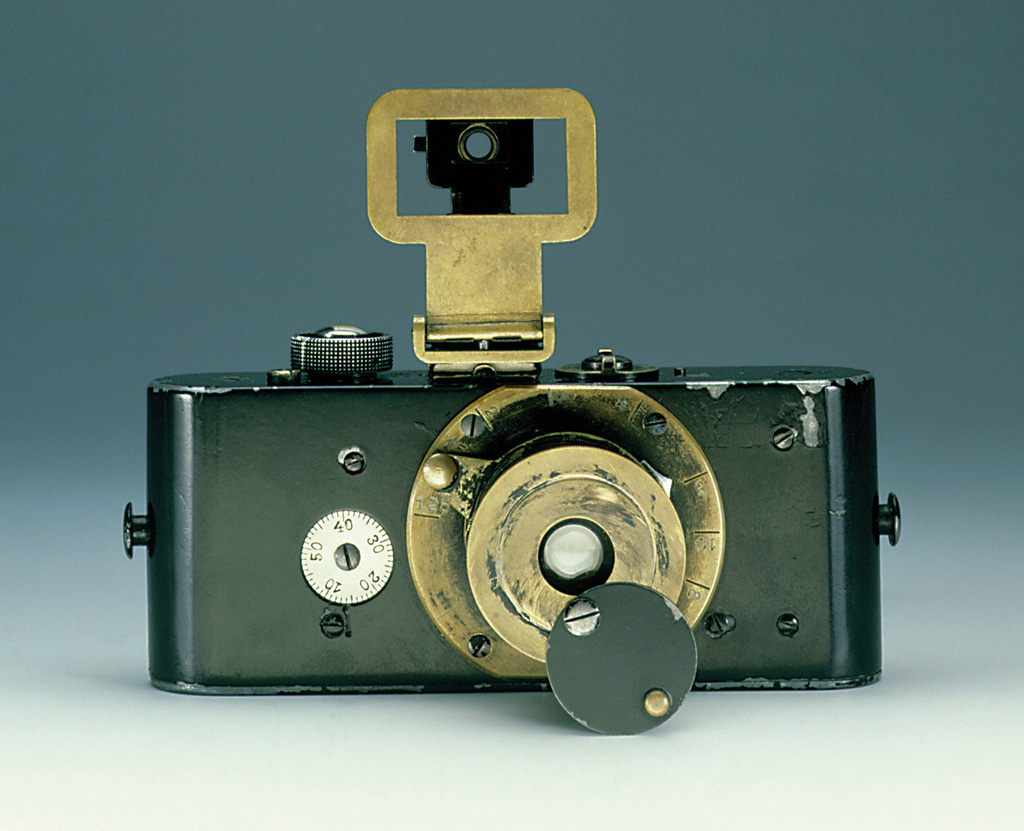
Малоформатный фотоаппарат «Ur Leica» образца 1914 года
Малоформатный дальномерный фотоаппарат Voigtländer Vito CLR
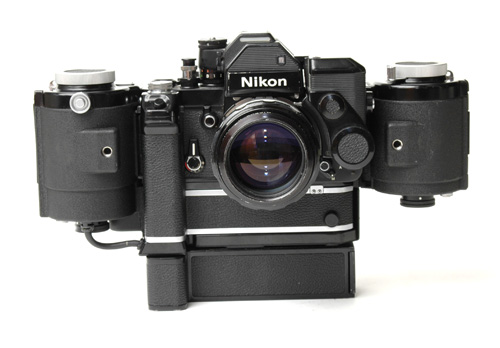
Фотоаппарат «Nikon F2» с электроприводом и кассетой большой ёмкости
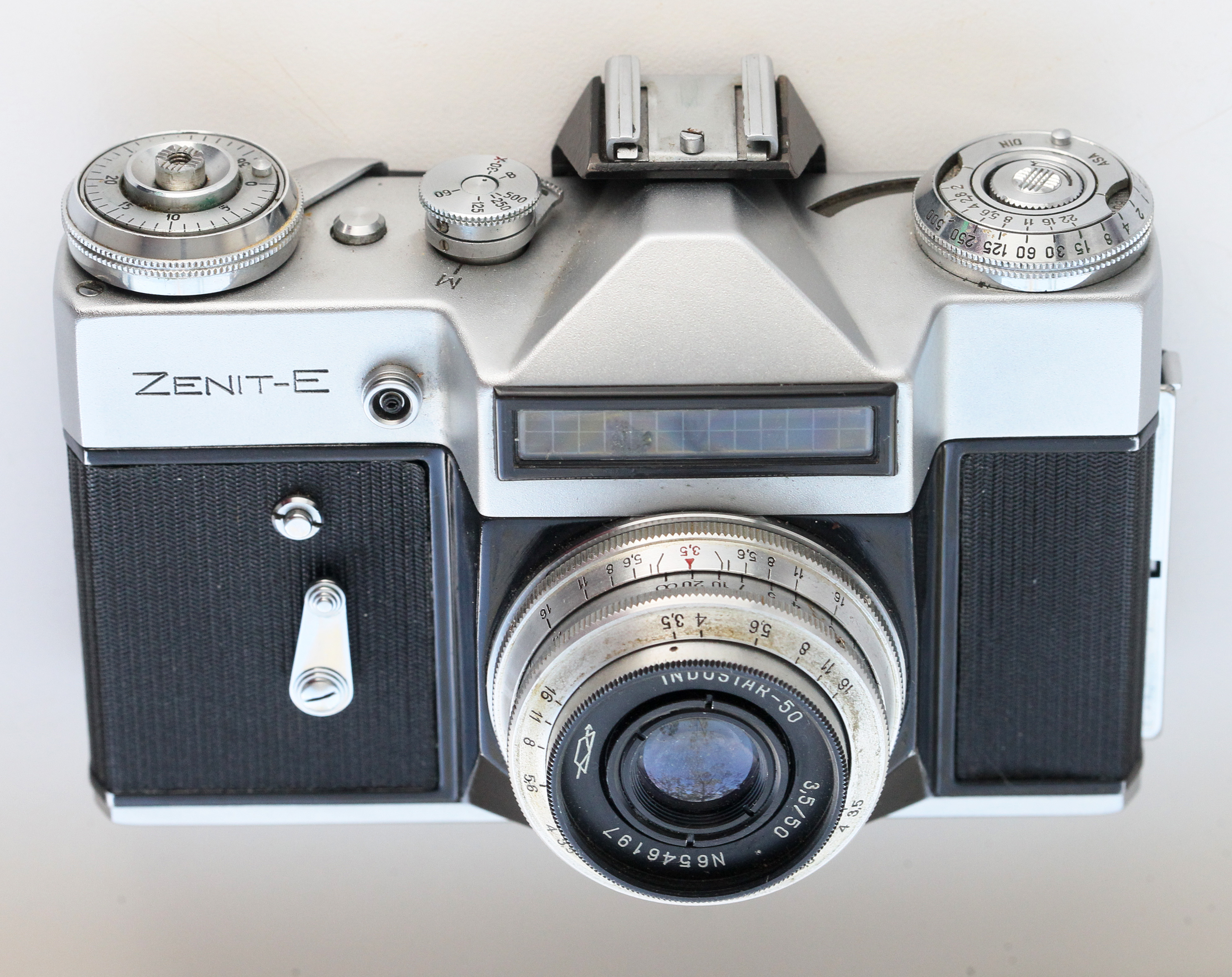
Самый массовый зеркальный фотоаппарат «Зенит-Е»
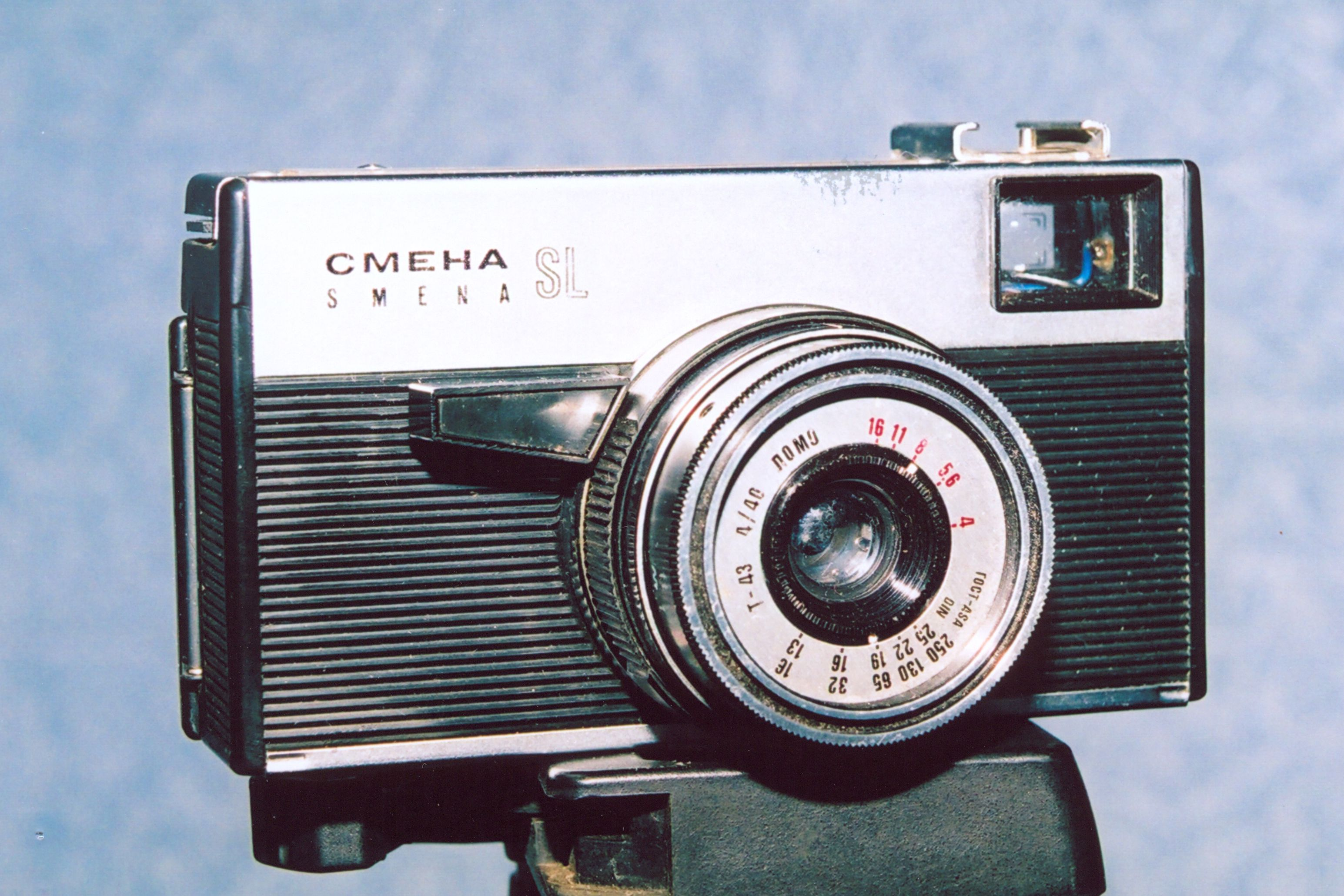
Малоформатный шкальный фотоаппарат «Смена-SL» системы «Рапид»
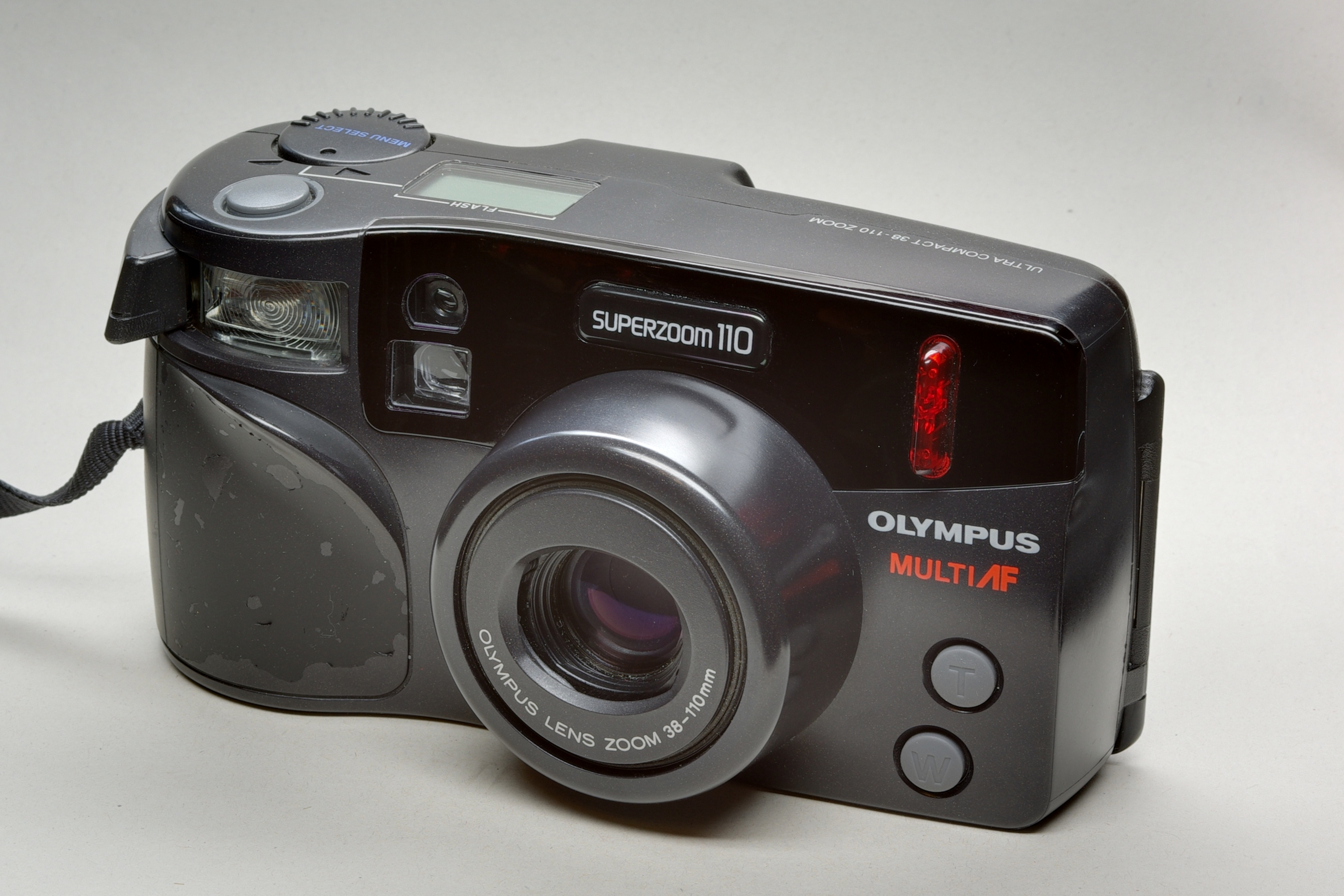
Компактный фотоаппарат «Olympus Superzoom 110»

В специализированной литературе тех лет и фотографическом обиходе малоформатные фотоаппараты часто назывались «киноплёночными». При этом точная длина заряжаемой плёнки редко соблюдалась, и счётчики кадров большинства профессиональных камер размечались с запасом: не до 36, а до 40 кадров. С началом выпуска 35-мм фотоплёнки, как самостоятельного типа фотоматериала, её стали нарезать в стандартные рулоны длиной 1,65 метра (36 кадров). Позднее нарезанная плёнка в одноразовых кассетах получила название «тип-135».  Благодаря небольшим размерам кадра сменные объективы любых фокусных расстояний укладываются в разумные пределы массы и габаритов. Нормальным для малого формата считается объектив с фокусным расстоянием 50 мм, несмотря на то, что это больше диагонали кадра, равной 43,3 мм. Объективы, фокусное расстояние которых меньше 50 мм, считаются широкоугольными, а с более длинным фокусным расстоянием — длиннофокусными. 
Кроме того, размеры кадра позволяют носить с собой большие запасы фотоматериала. Малоформатные фотоаппараты могут оснащаться сравнительно компактными приставными магазинами большой ёмкости, рассчитанными на 250 и даже 750 кадров. Такой запас плёнки позволяет использовать малоформатную аппаратуру для длительной автоматической съёмки или для серийной съёмки при помощи приставных электроприводов без частых перезарядок.

## Сравнение с другими форматами

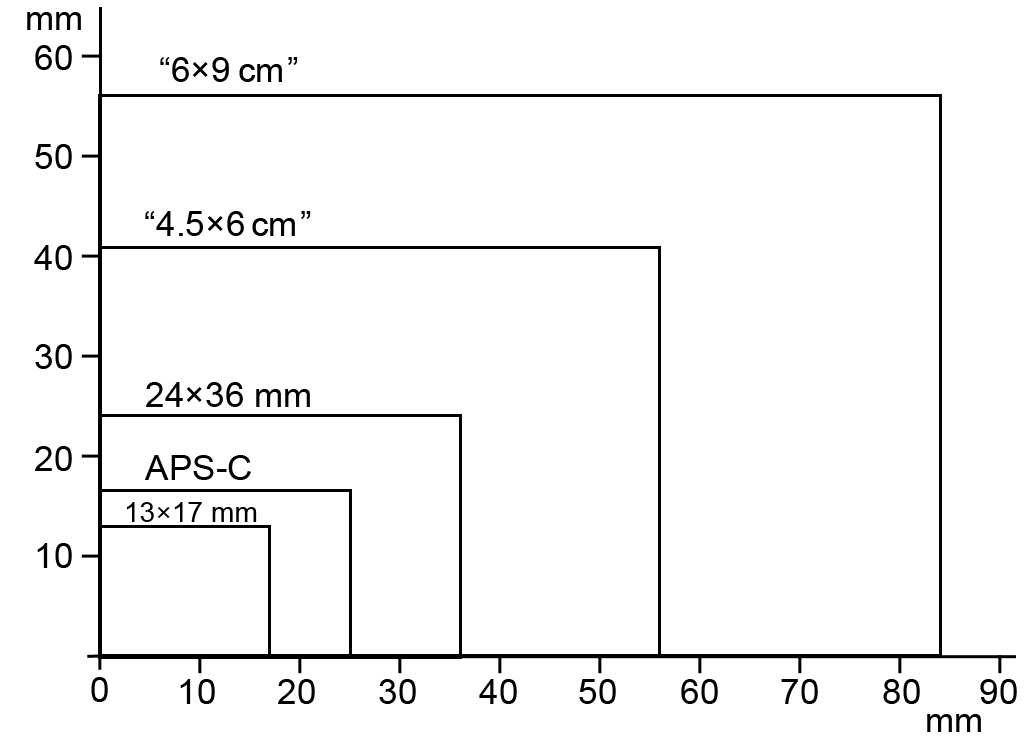
Сравнение некоторых форматов кадра

По размерам и расположению малоформатный кадр близок к этим же параметрам кинематографической системы «Виста-Вижн» (англ. VistaVision), до сих пор использующейся для комбинированных съёмок. Известны случаи использования малоформатных фотоаппаратов с моторным приводом и дополнительным контргрейфером для замедленной киносъёмки в этом формате. Кроме стандартных малоформатных некоторые производители выпускали фотокамеры под 35-мм плёнку c другими размерами и шагом кадра — 24×24, 24×30, 24×32 мм, 24×34 мм а также панорамные с увеличенной шириной кадра 24×110 мм и 24×58 мм. Некоторые любительские фотоаппараты реализовывали «панорамные» кадры маскированием обычного кадра 24×36 сверху и снизу. Нестандартные размеры, такие как 24×32 мм (англ. Nippon Format), выбирались исходя из разных соображений, в том числе из-за большего соответствия представлениям о правильных пропорциях и общепринятым форматам фотобумаги. 
Однако кадр, отличающийся от стандартного 24×36 мм, не получил широкого распространения, в том числе по причине несовпадения с размером рамок для слайдов «Kodachrome» и шагом автоматических резаков. Малоформатная фотоаппаратура занимает промежуточное положение между среднеформатными камерами и фотоаппаратами миниатюрных форматов для плёнок 24 мм (APS) и 16 мм. При этом первые, давая более высокое качество изображения, получили распространение в основном в студийной и постановочной фотографии из-за громоздкости и недостаточной оперативности. Телеобъективы и вариообъективы для малоформатной аппаратуры гораздо компактнее своих среднеформатных аналогов с той же светосилой, что зачастую немаловажно в новостной и спортивной фотожурналистике. В то же время малоформатный кадр достаточно велик, чтобы обеспечивать качество, приемлемое в газетной и даже журнальной полиграфии. На протяжении всей своей истории малоформатная аппаратура была самой оснащённой устройствами автоматики и дополнительным оборудованием, в том числе сменными объективами. 
Практика показала, что дальнейшее уменьшение кадра не даёт выигрыша в габаритах профессиональной аппаратуры, поскольку размеры вспомогательных устройств (моторов, фотовспышек) не зависят от формата. Кроме того, слишком маленький фотоаппарат трудно удерживать руками взрослого человека. Ради сохранения эргономичности, потенциальные возможности уменьшения размеров камеры «Olympus OM-1» при её разработке сознательно не были использованы полностью. Поэтому фотоаппараты миниатюрных форматов и полуформатные выпускались преимущественно любительскими. Попытка замены малого формата усовершенствованной фотосистемой с уменьшенным кадром подтвердила нецелесообразность миниатюризации, поскольку в профессиональной фотографии новый формат не получил никакого распространения, несмотря на улучшенную резкость новейших фотоэмульсий.

## Цифровая фотография
В момент своего появления малоформатный кадр считался слишком вытянутым, поскольку не совпадал с большинством «классических» форматов фотоотпечатков, обладающих соотношением сторон от 4:3 до 5:4. В результате, при фотопечати часть фотобумаги или негатива не использовалась. Однако, благодаря широкому распространению малоформатной аппаратуры, формат фотоотпечатков 4R (102×152 мм или 4×6 дюймов) с соотношением сторон 2:3 стал одним из самых популярных. Это отразилось на соотношении сторон кадра бюджетных и любительских цифровых фотоаппаратов с матрицами уменьшенного формата: APS-C и Nikon DX. Матрицами размера 24×36 мм оснащаются более дорогие фотоаппараты, которые называются «полнокадровыми».
О распространённости малого формата может свидетельствовать тот факт, что он стал своеобразной точкой отсчёта в современной цифровой фотографии для определения поля зрения объективов. Их фокусные расстояния для удобства фотографов часто указываются в эквиваленте для малоформатного фотоаппарата (в 35-миллиметровом эквиваленте). Эта величина позволяет легко определить угловое поле объектива, предназначенного для кадра, отличающегося от малоформатного. Ту же функцию выполняет понятие «кроп-фактор», выражающее условное удлинение фокусного расстояния при использовании кадра меньших размеров. Кроп-фактор «полнокадровой» матрицы равен единице, поскольку её размеры совпадают с малоформатным кадром.